# このミステリーがすごい!
『このミステリーがすごい!』は、1988年から『別冊宝島』（宝島社）で発行されている、ミステリー小説のブック・ランキング、またはそのランキングや覆面座談会・作品紹介の掲載されたミステリーのガイドブックのことである。略称は「このミス」。ランキングは投票形式で選ばれ、国内部門と海外部門よりそれぞれベストテンが選ばれる。2002年からは新人作家の作品を募集した『このミステリーがすごい!』大賞が創設された。公平を期すため宝島社の自社作品はランキング対象外だったが、2021年版からは宝島社の刊行物も投票対象になった。
キャラクターとして、黒猫探偵「ニャームズ」が登場している（2009年から）。
創刊編集者は石倉笑。企画者は『このミステリーがすごい!』大賞を含め茶木則雄。石倉は、『週刊文春』の年末企画「傑作ミステリーベスト10」への違和感からこの企画を開始したという。
1988年版（創刊号）はブックレット形式で全60ページあまり、発行部数は2万部だった。2001年版は全176ページ、発行部数は16万部。
| 年代 | 各年                                                                                    |
| --- | --------------------------------------------------------------------------------------- |
| 1980年代 | 1988年 - 1989年                                                                         |
| 1990年代 | 1991年 - 1992年 - 1993年 - 1994年 - 1995年 - 1996年 - 1997年 - 1998年 - 1999年          |
| 2000年代 | 2000年 - 2001年 - 2002年 - 2003年 - 2004年 - 2005年 - 2006年 - 2007年 - 2008年 - 2009年 |
| 2010年代 | 2010年 - 2011年 - 2012年 - 2013年 - 2014年 - 2015年 - 2016年 - 2017年 - 2018年 - 2019年 |
| 2020年代 | 2020年 - 2021年 - 2022年 - 2023年 - 2024年 - 2025年                                     |
| 10周年ベスト・オブ・ベスト（1997年発表） - 20周年ベスト・オブ・ベスト（2008年発表） - キング・オブ・キングス（2018年発表） |                                                                                         |

## 各年のランキング

### 1988年
1988年12月発行、ISBN 4-88063-496-4、表紙イラスト：滑川公一、作品：1987年11月 - 1988年10月
国内編
1. 伝説なき地（船戸与一）
2. そして夜は甦る（原尞）
3. 黄昏のベルリン（連城三紀彦）
4. ベルリン飛行指令（佐々木譲）
5. 異邦の騎士（島田荘司）
6. そして扉が閉ざされた（岡嶋二人）
7. 迷路館の殺人（綾辻行人）
8. 密閉教室（法月綸太郎）
9. さまよえる脳髄（逢坂剛）
ダブル・スチール（藤田宜永）

海外編
1. 夢果つる街（トレヴェニアン）
2. 推定無罪（スコット・トゥロー）
3. 死の味（P・D・ジェイムズ）
北壁の死闘（ボブ・ラングレー（英語版））
4. 赤毛のストレーガ（アンドリュー・ヴァクス）
5. スリーパーにシグナルを送れ（ロバート・リテル）
6. 男たちの絆（マイクル・Z・リューイン）
7. フーリガン（ウィリアム・ディール（英語版））
8. 死との抱擁（バーバラ・ヴァイン）
9. 透明人間の告白（H・F・セイント）

### 1989年
1990年1月発行、ISBN 4-88063-765-3、表紙イラスト：河村要助、作品：1988年11月 - 1989年10月
国内編
1. 私が殺した少女（原尞）
2. 空飛ぶ馬（北村薫）
3. 奇想、天を動かす（島田荘司）
4. エトロフ発緊急電（佐々木譲）
5. クラインの壺（岡嶋二人）
6. 男たちは北へ（風間一輝）
深夜ふたたび（志水辰夫）
7. 生ける屍の死（山口雅也）
8. 影武者徳川家康（隆慶一郎）
9. 倒錯のロンド（折原一）

海外編
1. 羊たちの沈黙（トマス・ハリス）
2. 真夜中のデッド・リミット（スティーヴン・ハンター）
3. 古い骨（アーロン・エルキンズ）
4. フリーキー・ディーキー（エルモア・レナード）
季節の終り（マイクル・Z・リューイン）
5. 誓約（ネルソン・デミル）
6. 闇の奥へ（クレイグ・トーマス）
7. 暗殺者を愛した女（ブライアン・フリーマントル）
8. ビッグ・ゲーム（レナード・ワイズ）
9. 子供の悪戯（レジナルド・ヒル）
デイジー・ダックス（リック・ボイヤー（英語版））

※「1991年版」より、「表記の前年の年のベスト」が選考対象になったため、「1990年版」は欠番になっている。

### 1991年
1991年1月発行、ISBN 4-7966-0083-3、作品：1989年11月 - 1990年10月
国内編
1. 新宿鮫（大沢在昌）
2. 夜の蝉（北村薫）
3. 炎 流れる彼方（船戸与一）
4. 遥かなり神々の座（谷甲州）
5. 天使たちの探偵（原尞）
6. 帰りなん、いざ（志水辰夫）
7. 霧越邸殺人事件（綾辻行人）
8. 還らざるサハラ（藤田宜永）
9. 魔術はささやく（宮部みゆき）
10. 暗闇坂の人喰いの木（島田荘司）

海外編
1. 薔薇の名前（ウンベルト・エーコ）
2. ブルー・ベル（アンドリュー・ヴァクス）
3. ブラック・ダリア（ジェイムズ・エルロイ）
4. ミザリー（スティーヴン・キング）
5. 招かれざる客たちのビュッフェ（クリスチアナ・ブランド）
6. リプレイ（ケン・グリムウッド）
7. 虎の眼（ウィルバー・スミス）
8. そして赤ん坊が落ちる（マイクル・Z・リューイン）
9. 11の物語（パトリシア・ハイスミス）
10. タイ・ホース（ウィリアム・ディール（英語版））

### 1992年
1992年1月発行、ISBN 4-7966-0234-8、表紙イラスト：泉晴紀、作品：1990年11月 - 1991年10月
国内編
1. 行きずりの街（志水辰夫）
2. 毒猿 新宿鮫II（大沢在昌）
3. ダック・コール（稲見一良）
4. 龍は眠る（宮部みゆき）
5. 水晶のピラミッド（島田荘司）
6. ぼくのミステリな日常（若竹七海）
7. 斜影はるかな国（逢坂剛）
8. 神の火（髙村薫）
9. 黄金を抱いて翔べ（髙村薫）
10. ウロボロスの偽書（竹本健治）

海外編
1. 策謀と欲望（P・D・ジェイムズ）
2. 過去を失くした女（トマス・H・クック）
3. 悪夢のバカンス（シャーリー・コンラン（英語版））
4. ふくろうの叫び（パトリシア・ハイスミス）
5. 幻の終わり（キース・ピータースン（英語版））
6. ジュラシック・パーク（マイケル・クライトン）
7. ロセンデール家の嵐（バーナード・コーンウェル）
内なる殺人者（ジム・トンプスン）
8. スティンガー（ロバート・R・マキャモン）
9. ボーン・マン（ジョージ・C・チェスブロ（英語版））

### 1993年
1993年1月発行、ISBN 4-7966-0523-1、表紙イラスト：高野文子、作品：1991年11月 - 1992年10月
国内編
1. 砂のクロニクル（船戸与一）
2. 火車（宮部みゆき）
3. 哲学者の密室（笠井潔）
4. ブルース（花村萬月）
5. リヴィエラを撃て（髙村薫）
6. 双頭の悪魔（有栖川有栖）
ダレカガナカニイル…（井上夢人）
7. キッド・ピストルズの冒涜（山口雅也）
8. 三たびの海峡（帚木蓬生）
9. わが手に拳銃を（髙村薫）

海外編
1. 骨と沈黙（レジナルド・ヒル）
2. 墓場への切符（ローレンス・ブロック）
3. 熱い街で死んだ少女（トマス・H・クック）
4. IT（スティーヴン・キング）
5. 黄昏にマックの店で（ロス・トーマス）
6. 偽りの街（フィリップ・カー）
7. ゴールド・コースト（ネルソン・デミル）
8. 嘘、そして沈黙（デイヴィッド・マーティン）
9. 法律事務所（ジョン・グリシャム）
10. のぞき屋のトマス（ロバート・リーヴズ）

### 1994年
1993年12月発行、ISBN 4-7966-0763-3、表紙イラスト：坂田靖子、作品：1992年11月 - 1993年10月
国内編
1. マークスの山（髙村薫）
2. キッド・ピストルズの妄想（山口雅也）
3. セント・メリーのリボン（稲見一良）
4. B・D・T 掟の街（大沢在昌）
5. ガダラの豚（中島らも）
6. 魔法飛行（加納朋子）
冬のオペラ（北村薫）
7. 幻の祭典（逢坂剛）
8. 異人たちの館（折原一）
9. 震源（真保裕一）

海外編
1. ストーン・シティ（ミッチェル・スミス（英語版））
2. 立証責任（スコット・トゥロー）
3. 匿名原稿（スティーヴン・グリーンリーフ）
4. ウォッチャーズ（ディーン・R・クーンツ）
5. 森を抜ける道（コリン・デクスター）
6. 倒錯の舞踏（ローレンス・ブロック）
7. 裁きの街（キース・ピータースン（英語版））
8. ある詩人への挽歌（マイクル・イネス）
9. 音の手がかり（デイヴィッド・ローン）
10. 最後の刑事（ピーター・ラヴゼイ）

### 1995年
1994年12月発行、ISBN 4-7966-0898-2、表紙イラスト：いしいひさいち、作品：1993年11月 - 1994年10月
国内編
1. ミステリーズ（山口雅也）
2. ストックホルムの密使（佐々木譲）
3. 照柿（髙村薫）
4. 笑う山崎（花村萬月）
5. 猟犬探偵（稲見一良）
男は旗（稲見一良）
6. プリズンホテル 秋（浅田次郎）
姑獲鳥の夏（京極夏彦）
7. 流星たちの宴（白川道）
8. 二の悲劇（法月綸太郎）

海外編
1. シンプル・プラン（スコット・スミス）
2. ストリート・キッズ（ドン・ウィンズロウ）
3. 踊る黄金像（ドナルド・E・ウェストレイク）
4. クリスマスのフロスト（R・D・ウィングフィールド）
5. 将軍の娘（ネルソン・デミル）
6. 凶手（アンドリュー・ヴァクス）
7. 氷の家（ミネット・ウォルターズ）
8. 草の根（スチュアート・ウッズ（英語版））
9. ブラック・アイス（マイクル・コナリー）
10. 猫たちの聖夜（アキフ・ピリンチ）
汚れた守護天使（リザ・コディ（英語版））

### 1996年
1995年12月発行、ISBN 4-7966-1052-9、表紙イラスト：喜国雅彦、作品：1994年11月 - 1995年10月
国内編
1. ホワイトアウト（真保裕一）
2. 鋼鉄の騎士（藤田宜永）
3. 蝦夷地別件（船戸与一）
4. 魍魎の匣（京極夏彦）
5. さらば長き眠り（原尞）
6. テロリストのパラソル（藤原伊織）
7. スキップ（北村薫）
8. ソリトンの悪魔（梅原克文）
9. 狂骨の夢（京極夏彦）
10. パラサイト・イヴ（瀬名秀明）
天使の牙（大沢在昌）

海外編
1. 女彫刻家（ミネット・ウォルターズ）
2. 少年時代（ロバート・R・マキャモン）
3. 死者との誓い（ローレンス・ブロック）
4. ブラック・ハート（マイクル・コナリー）
5. 第二の銃声（アントニイ・バークリー）
6. 有罪答弁（スコット・トゥロー）
7. マエストロ（ジョン・ガードナー）
8. 殺戮のチェスゲーム（ダン・シモンズ）
9. ただ一度の挑戦（パトリック・ルエル）
10. パパはビリー・ズ・キックを捕まえられない（ジャン・ヴォートラン）

### 1997年
1996年12月発行、ISBN 4-7966-1170-3、表紙イラスト：みうらじゅん、作品：1995年11月 - 1996年10月
国内編
1. 不夜城（馳星周）
2. 奪取（真保裕一）
3. 名探偵の掟（東野圭吾）
4. 蒲生邸事件（宮部みゆき）
5. 海は涸いていた（白川道）
6. 蒼穹の昴（浅田次郎）
7. 鉄鼠の檻（京極夏彦）
8. 家族狩り（天童荒太）
9. 雪蛍（大沢在昌）
10. 人格転移の殺人（西澤保彦）

海外編
1. 死の蔵書（ジョン・ダニング）
2. ホワイト・ジャズ（ジェイムズ・エルロイ）
3. バースへの帰還（ピーター・ラヴゼイ）
4. 敵手（ディック・フランシス）
5. 友よ、戦いの果てに（ジェイムズ・クラムリー（英語版））
6. 罪深き誘惑のマンボ（ジョー・R・ランズデール）
7. ラスト・コヨーテ（マイクル・コナリー）
8. 原罪（P・D・ジェイムズ）
9. スリーパーズ（ロレンゾ・カルカテラ（英語版））
10. われらのゲーム（ジョン・ル・カレ）

### 1998年
1997年12月発行、ISBN 4-7966-1293-9、表紙イラスト：佐々木倫子、作品：1996年11月 - 1997年10月
国内編
1. OUT（桐野夏生）
2. 黒い家（貴志祐介）
3. 死の泉（皆川博子）
4. 絡新婦の理（京極夏彦）
5. 鎮魂歌 不夜城II（馳星周）
6. 神々の山嶺（夢枕獏）
7. 嗤う伊右衛門（京極夏彦）
8. 逃亡（帚木蓬生）
9. 三月は深き紅の淵を（恩田陸）
10. 氷舞 新宿鮫VI（大沢在昌）

海外編
1. フロスト日和（R・D・ウィングフィールド）
2. 赤い右手（ジョエル・タウンズリー・ロジャーズ（英語版））
3. グリーン・マイル（スティーヴン・キング）
4. 鉄の枷（ミネット・ウォルターズ）
5. 静寂の叫び（ジェフリー・ディーヴァー）
6. 蒼穹のかなたへ（ロバート・ゴダード）
カリブ諸島の手がかり（T・S・ストリブリング（英語版））
7. ダーティホワイトボーイズ（スティーヴン・ハンター）
8. 天から降ってきた泥棒（ドナルド・E・ウェストレイク）
9. 幻の特装本（ジョン・ダニング）

### 1999年
1998年12月発行、ISBN 4-7966-1451-6、表紙イラスト：唐沢なをき、作品：1997年11月 - 1998年10月
国内編
1. レディ・ジョーカー（髙村薫）
2. 燃える地の果てに（逢坂剛）
3. 理由（宮部みゆき）
4. 屍鬼（小野不由美）
5. 天使の囀り（貴志祐介）
6. 幻の女（香納諒一）
7. グランド・ミステリー（奥泉光）
8. 邪馬台国はどこですか?（鯨統一郎）
9. 秘密（東野圭吾）
人狼城の恐怖 第四部 完結編（二階堂黎人）

海外編
1. フリッカー、あるいは映画の魔（セオドア・ローザック）
2. 緋色の記憶（トマス・H・クック）
3. ブラックライト（スティーヴン・ハンター）
4. 猿来たりなば（エリザベス・フェラーズ）
5. 五輪の薔薇（チャールズ・パリサー（英語版））
6. 黒と青（イアン・ランキン）
7. ひとりで歩く女（ヘレン・マクロイ）
8. ビッグ・ピクチャー（ダグラス・ケネディ（英語版））
闇に浮かぶ絵（ロバート・ゴダード）
9. 囚人同盟（デニス・リーマン）
アメリカン・タブロイド（ジェイムズ・エルロイ）

### 2000年
1999年12月発行、ISBN 4-7966-1676-4、表紙イラスト：森下裕美、作品：1998年11月 - 1999年10月
国内編
1. 永遠の仔（天童荒太）
2. 白夜行（東野圭吾）
3. 亡国のイージス（福井晴敏）
4. バトル・ロワイアル（高見広春）
5. 柔らかな頬（桐野夏生）
6. ボーダーライン（真保裕一）
7. 最悪（奥田英朗）
8. 盤上の敵（北村薫）
9. ハサミ男（殊能将之）
10. MISSING（本多孝好）

海外編
1. 極大射程（スティーヴン・ハンター）
2. ボーン・コレクター（ジェフリー・ディーヴァー）
3. 夏草の記憶（トマス・H・クック）
4. 三人の名探偵の事件（レオ・ブルース）
5. 悪党パーカー/エンジェル（リチャード・スターク）
6. クリスマスに少女は還る（キャロル・オコンネル）
7. 死の記憶（トマス・H・クック）
8. パナマの仕立屋（ジョン・ル・カレ）
9. 血の流れるままに（イアン・ランキン）
ポジオリ教授の事件簿（T・S・ストリブンリング（英語版））

### 2001年
2000年12月発行、ISBN 4-7966-2043-5、表紙イラスト：とり・みき、作品：1999年11月 - 2000年10月
国内編
1. 奇術探偵曾我佳城全集（泡坂妻夫）
2. 動機（横山秀夫）
3. 禿鷹の夜（逢坂剛）
4. オルファクトグラム（井上夢人）
5. 始祖鳥記（飯嶋和一）
6. 象と耳鳴り（恩田陸）
虹の谷の五月（船戸与一）
7. 依存（西澤保彦）
8. 症例A（多島斗志之）
9. 川の深さは（福井晴敏）

海外編
1. ポップ1280（ジム・トンプスン）
2. Mr.クイン（シェイマス・スミス）
3. ハンニバル（トマス・ハリス）
4. 囮弁護士（スコット・トゥロー）
5. ジョン・ランプリエールの辞書（ローレンス・ノーフォーク（英語版））
6. わが心臓の痛み（マイクル・コナリー）
7. 夜の記憶（トマス・H・クック）
8. 闇よ、我が手を取りたまえ（デニス・レヘイン）
9. 子供の眼（リチャード・ノース・パタースン）
10. コフィン・ダンサー（ジェフリー・ディーヴァー）

### 2002年
2001年12月発行、ISBN 4-7966-2528-3、表紙イラスト：細野不二彦、作品：2000年11月 - 2001年10月
国内編
1. 模倣犯（宮部みゆき）
2. 邪魔（奥田英朗）
3. ミステリ・オペラ 宿命城殺人事件（山田正紀）
4. スティームタイガーの死走（霞流一）
5. 超・殺人事件（東野圭吾）
6. 闇先案内人（大沢在昌）
7. 天狗岬殺人事件（山田風太郎）
8. 13階段（高野和明）
煙か土か食い物（舞城王太郎）
9. 相棒に気をつけろ（逢坂剛）

海外編
1. 神は銃弾（ボストン・テラン）
2. 夜のフロスト（R・D・ウィングフィールド）
アメリカン・デス・トリップ（ジェイムズ・エルロイ）
3. 斧（ドナルド・E・ウェストレイク）
4. 心の砕ける音（トマス・H・クック）
5. ジャンピング・ジェニイ（アントニイ・バークリー）
6. 騙し絵の檻（ジル・マゴーン（英語版））
7. ザ・スタンド（スティーヴン・キング）
8. 学寮祭の夜（ドロシー・L・セイヤーズ）
9. ミスティック・リバー（デニス・ルヘイン）

### 2003年
2002年12月発行、ISBN 4-7966-3025-2、表紙イラスト：山下和美、作品：2001年11月 - 2002年10月
国内編
1. 半落ち（横山秀夫）
2. GOTH（夜の章・僕の章）（乙一）
3. 奇偶（山口雅也）
4. 砂の狩人（大沢在昌）
5. ハルビン・カフェ（打海文三）
6. 十八の夏（光原百合）
7. 人間動物園（連城三紀彦）
8. ロンド（柄澤齊）
9. グラン・ギニョール城（芦辺拓）
10. オイディプス症候群（笠井潔）

海外編
1. 飛蝗の農場（ジェレミー・ドロンフィールド）
2. サイレント・ジョー（T・ジェファーソン・パーカー）
3. わが名はレッド（シェイマス・スミス）
4. 第四の扉（ポール・アルテ）
5. 死ぬほどいい女（ジム・トンプスン）
6. 壜の中の手記（ジェラルド・カーシュ）
7. さらば、愛しき鉤爪（エリック・ガルシア）
8. レイトン・コートの謎（アントニイ・バークリー）
9. グルーム（ジャン・ヴォートラン）
10. 髑髏島の惨劇（マイケル・スレイド）

### 2004年
2003年12月発行、ISBN 4-7966-3766-4、表紙イラスト：おおひなたごう、作品：2002年11月 - 2003年10月
国内編
1. 葉桜の季節に君を想うということ（歌野晶午）
2. 終戦のローレライ（福井晴敏）
3. 重力ピエロ（伊坂幸太郎）
4. 第三の時効（横山秀夫）
5. グロテスク（桐野夏生）
6. 陽気なギャングが地球を回す（伊坂幸太郎）
7. クライマーズ・ハイ（横山秀夫）
8. 月の扉（石持浅海）
9. 流れ星と遊んだころ（連城三紀彦）
10. ワイルド・ソウル（垣根涼介）

海外編
1. 半身（サラ・ウォーターズ）
2. 捕虜収容所の死（マイケル・ギルバート）
3. 魔女は夜ささやく（ロバート・R・マキャモン）
4. サイレント・ゲーム（リチャード・ノース・パタースン）
5. 鉤（ドナルド・E・ウェストレイク）
6. ダークライン（ジョー・R・ランズデール）
7. ボストン、沈黙の街（ウィリアム・ランディ（英語版））
8. 歌うダイアモンド（ヘレン・マクロイ）
9. 海を失った男（シオドア・スタージョン）
10. 探偵術教えます（パーシヴァル・ワイルド）

### 2005年
2004年12月発行、ISBN 4-7966-4406-7、表紙イラスト：山本英夫、作品：2003年11月 - 2004年10月
国内編
1. 生首に聞いてみろ（法月綸太郎）
2. アヒルと鴨のコインロッカー（伊坂幸太郎）
3. 天城一の密室犯罪学教程（天城一）
4. THE WRONG GOODBYE ロング・グッドバイ（矢作俊彦）
5. 銀輪の覇者（斎藤純）
6. 硝子のハンマー（貴志祐介）
7. 暗黒館の殺人（綾辻行人）
8. 犯人に告ぐ（雫井脩介）
9. 臨場（横山秀夫）
10. 紅楼夢の殺人（芦辺拓）

海外編
1. 荊の城（サラ・ウォーターズ）
2. 魔術師（ジェフリー・ディーヴァー）
3. ワイオミングの惨劇（トレヴェニアン）
4. ダ・ヴィンチ・コード（ダン・ブラウン）
ファイナル・カントリー（ジェイムズ・クラムリー（英語版））
5. 誰でもない男の裁判（A・H・Z・カー）
6. ダーク・レディ（リチャード・ノース・パタースン）
7. 蛇の形（ミネット・ウォルターズ）
8. 犬は勘定に入れません あるいは、消えたヴィクトリア朝花瓶の謎（コニー・ウィリス）
9. 奇術師（クリストファー・プリースト）

### 2006年
2005年12月発行、ISBN 4-7966-5033-4、表紙イラスト：古屋兎丸、作品：2004年11月 - 2005年10月
国内編
1. 容疑者Xの献身（東野圭吾）
2. 扉は閉ざされたまま（石持浅海）
3. 震度0（横山秀夫）
4. 愚か者死すべし（原尞）
5. 神様ゲーム（麻耶雄嵩）
6. シリウスの道（藤原伊織）
7. ベルカ、吠えないのか?（古川日出男）
8. 犬はどこだ（米澤穂信）
島崎警部のアリバイ事件簿（天城一）
9. うたう警官（後に『笑う警官』に改題）（佐々木譲）
最後の願い（光原百合）

海外編
1. クライム・マシン（ジャック・リッチー）
2. 暗く聖なる夜（マイクル・コナリー）
3. 無頼の掟（ジェイムズ・カルロス・ブレイク（英語版））
4. 輝く断片（シオドア・スタージョン）
5. 獣たちの庭園（ジェフリー・ディーヴァー）
6. 百番目の男（ジャック・カーリイ）
カリフォルニア・ガール（T・ジェファーソン・パーカー）
7. ストップ・プレス（マイクル・イネス）
8. ジーヴズの事件簿（P・G・ウッドハウス）
9. 最後の一壜（スタンリィ・エリン）

### 2007年
2006年12月発行、ISBN 4-7966-5577-8、表紙イラスト：寺田順三、作品：2005年11月 - 2006年10月
国内編
1. 独白するユニバーサル横メルカトル（平山夢明）
2. 制服捜査（佐々木譲）
3. シャドウ（道尾秀介）
4. 狼花 新宿鮫IX（大沢在昌）
5. 銃とチョコレート（乙一）
6. 名もなき毒（宮部みゆき）
7. 贄の夜会（香納諒一）
8. 怪盗グリフィン、絶体絶命（法月綸太郎）
9. 赤い指（東野圭吾）
10. 夏期限定トロピカルパフェ事件（米澤穂信）
デッドライン（建倉圭介）

海外編
1. あなたに不利な証拠として（ローリー・リン・ドラモンド）
2. クリスマス・プレゼント（ジェフリー・ディーヴァー）
荒ぶる血（ジェイムズ・カルロス・ブレイク（英語版））
3. 風の影（カルロス・ルイス・サフォン）
4. 数学的にありえない（アダム・ファウアー（英語版））
5. 12番目のカード（ジェフリー・ディーヴァー）
6. 奇術師の密室（リチャード・マシスン）
天使と罪の街（マイクル・コナリー）
7. 絞首人の一ダース（デイヴィッド・アリグザンダー）
8. わたしを離さないで（カズオ・イシグロ）

### 2008年
2007年12月発行、ISBN 978-4-7966-6146-1、表紙デザイン：H.Armstrong/CORBIS/amanaimages、作品：2006年11月 - 2007年10月
国内編
1. 警官の血（佐々木譲）
2. 赤朽葉家の伝説（桜庭一樹）
3. 女王国の城（有栖川有栖）
4. 果断 隠蔽捜査2（今野敏）
5. 首無の如き祟るもの（三津田信三）
6. 離れた家（山沢晴雄）
7. サクリファイス（近藤史恵）
8. 楽園（宮部みゆき）
9. 夕陽はかえる（霞流一）
10. X橋付近（高城高）
インシテミル（米澤穂信）

海外編
1. ウォッチメイカー（ジェフリー・ディーヴァー）
2. 復讐はお好き?（カール・ハイアセン）
3. TOKYO YEAR ZERO（デイヴィッド・ピース）
4. 物しか書けなかった物書き（ロバート・トゥーイ）
5. 悪魔はすぐそこに（D・M・ディヴァイン）
6. 路上の事件（ジョー・ゴアズ（英語版））
7. 狂人の部屋（ポール・アルテ）
デス・コレクターズ（ジャック・カーリイ）
8. ジョン・ディクスン・カーを読んだ男（ウィリアム・ブリテン（英語版））
目くらましの道（ヘニング・マンケル）

### 2009年
2008年12月発行、ISBN 978-4-7966-6716-6、表紙デザイン：上原由莉、作品：2007年11月 - 2008年10月
国内編
1. ゴールデンスランバー（伊坂幸太郎）
2. ジョーカー・ゲーム（柳広司）
3. 完全恋愛（牧薩次）
4. 告白（湊かなえ）
5. 新世界より（貴志祐介）
6. カラスの親指（道尾秀介）
7. 黒百合（多島斗志之）
8. 山魔の如き嗤うもの（三津田信三）
9. ディスコ探偵水曜日（舞城王太郎）
10. ラットマン（道尾秀介）

海外編
1. チャイルド44（トム・ロブ・スミス）
2. フロスト気質（かたぎ）（R・D・ウィングフィールド）
3. 運命の日（デニス・ルヘイン）
4. 20世紀の幽霊たち（ジョー・ヒル）
5. スリーピング・ドール（ジェフリー・ディーヴァー）
6. タンゴステップ（ヘニング・マンケル）
7. 冬そして夜（S・J・ローザン）
8. 最高の銀行強盗のための47ヶ条（トロイ・クック）
9. 荒野のホームズ（スティーヴ・ホッケンスミス（英語版））
10. ウォリス家の殺人（D・M・ディヴァイン）

### 2010年
2009年12月発行、ISBN 978-4-7966-7520-8、作品：2008年11月 - 2009年10月
国内編
1. 新参者（東野圭吾）
2. ダブル・ジョーカー（柳広司）
3. Another（綾辻行人）
4. 追想五断章（米澤穂信）
5. 犬なら普通のこと（矢作俊彦、司城志朗）
6. 粘膜蜥蜴（飴村行）
7. 仮想儀礼（篠田節子）
8. 暴雪圏（佐々木譲）
9. 龍神の雨（道尾秀介）
10. 秋期限定栗きんとん事件（米澤穂信）

海外編
1. 犬の力（ドン・ウィンズロウ）
2. ミレニアム1 ドラゴン・タトゥーの女（スティーグ・ラーソン）
3. ユダヤ警官同盟（マイケル・シェイボン）
4. バッド・モンキーズ（マット・ラフ（英語版））
5. ソウル・コレクター（ジェフリー・ディーヴァー）
6. グラーグ57（トム・ロブ・スミス）
7. 川は静かに流れ（ジョン・ハート）
8. 泥棒が1ダース（ドナルド・E・ウェストレイク）
9. ミレニアム2 火と戯れる女（スティーグ・ラーソン）
10. リンカーン弁護士（マイクル・コナリー）
ミレニアム3 眠れる女と狂卓の騎士（スティーグ・ラーソン）

### 2011年
2010年12月発行、ISBN 978-4-7966-7959-6、作品：2009年11月 - 2010年10月
国内編
1. 悪の教典（貴志祐介）
2. 写楽 閉じた国の幻（島田荘司）
3. 叫びと祈り（梓崎優）
4. 隻眼の少女（麻耶雄嵩）
5. シューマンの指（奥泉光）
6. マリアビートル（伊坂幸太郎）
7. 水魑の如き沈むもの（三津田信三）
8. 小暮写眞館（宮部みゆき）
9. アルバトロスは羽ばたかない（七河迦南）
10. 綺想宮殺人事件（芦辺拓）

海外編
1. 愛おしい骨（キャロル・オコンネル）
2. 音もなく少女は（ボストン・テラン）
3. 卵をめぐる祖父の戦争（デイヴィッド・ベニオフ）
4. フランキー・マシーンの冬（ドン・ウィンズロウ）
5. ラスト・チャイルド（ジョン・ハート）
6. エコー・パーク（マイクル・コナリー）
7. エアーズ家の没落（サラ・ウォーターズ）
8. 陸軍士官学校の死（ルイス・ベイヤード）
9. ロードサイド・クロス（ジェフリー・ディーヴァー）
10. 英雄たちの朝 ファージングI（ジョー・ウォルトン）

### 2012年
2011年12月発行、作品：2010年11月 - 2011年10月
国内編
1. ジェノサイド（高野和明）
2. 折れた竜骨（米澤穂信）
3. 開かせていただき光栄です（皆川博子）
4. 絆回廊 新宿鮫X（大沢在昌）
5. ユリゴコロ（沼田まほかる）
6. 消失グラデーション（長沢樹）
7. メルカトルかく語りき（麻耶雄嵩）
8. 警官の条件（佐々木譲）
9. 心に雹の降りしきる（香納諒一）
機龍警察 自爆条項（月村了衛）

海外編
1. 二流小説家（デイヴィッド・ゴードン）
2. 犯罪（フェルディナント・フォン・シーラッハ）
3. エージェント6（トム・ロブ・スミス）
4. 背後の足音（ヘニング・マンケル）
5. アンダーワールドUSA（ジェイムズ・エルロイ）
6. ブラッド・ブラザー（ジャック・カーリイ）
7. サトリ（ドン・ウィンズロウ）
8. ねじれた文字、ねじれた路（トム・フランクリン）
9. 忘れられた花園（ケイト・モートン）
10. 夜の真義を（マイケル・コックス（英語版））

### 2013年
2012年12月発行、作品：2011年11月 - 2012年10月
国内編
1. 64（ロクヨン）（横山秀夫）
2. ソロモンの偽証（宮部みゆき）
3. 機龍警察 暗黒市場（月村了衛）
4. 幽女の如き怨むもの（三津田信三）
5. 地の底のヤマ（西村健）
6. 楽園のカンヴァス（原田マハ）
7. カラマーゾフの妹（高野史緒）
8. キングを探せ（法月綸太郎）
9. 奇面館の殺人（綾辻行人）
10. 盤上の夜（宮内悠介）

海外編
1. 解錠師（スティーヴ・ハミルトン）
2. 占領都市 TOKYO YEAR ZERO II（デイヴィッド・ピース）
3. 無罪（スコット・トゥロー）
4. 湿地（アーナルデュル・インドリダソン）
5. 失脚 / 巫女の死 デュレンマット傑作選（フリードリヒ・デュレンマット）
ファイアーウォール（ヘニング・マンケル）
6. 都市と都市（チャイナ・ミエヴィル）
7. バーニング・ワイヤー（ジェフリー・ディーヴァー）
8. 天使のゲーム（カルロス・ルイス・サフォン）
9. 鷲たちの盟約（アラン・グレン）
償いの報酬（ローレンス・ブロック）

### 2014年
2013年12月発行、作品：2012年11月 - 2013年10月
国内編
1. ノックス・マシン（法月綸太郎）
2. 教場（長岡弘樹）
3. ブラックライダー（東山彰良）
4. アリス殺し（小林泰三）
5. 死神の浮力（伊坂幸太郎）
6. リバーサイド・チルドレン（梓崎優）
7. リカーシブル（米澤穂信）
8. 検察側の罪人（雫井脩介）
9. 星籠の海（島田荘司）
10. ロスト・ケア（葉真中顕）
祈りの幕が下りる時（東野圭吾）

海外編
1. 11/22/63（スティーヴン・キング）
2. 遮断地区（ミネット・ウォルターズ）
3. 冬のフロスト（R・D・ウィングフィールド）
4. シスターズ・ブラザーズ（パトリック・デウィット）
5. 夜に生きる（デニス・ルヘイン）
ポーカー・レッスン（ジェフリー・ディーヴァー）
6. イン・ザ・ブラッド（ジャック・カーリイ）
7. 終わりの感覚（ジュリアン・バーンズ）
8. ゴーン・ガール（ギリアン・フリン）
9. 緑衣の女（アーナルデュル・インドリダソン）

### 2015年
2014年12月発行、作品：2013年11月 - 2014年10月
国内編
1. 満願（米澤穂信）
2. さよなら神様（麻耶雄嵩）
3. 闇に香る嘘（下村敦史）
4. 小さな異邦人（連城三紀彦）
5. 機龍警察 未亡旅団（月村了衛）
6. 土漠の花（月村了衛）
7. ペテロの葬列（宮部みゆき）
8. 破門（黒川博行）
9. 女王（連城三紀彦）
10. 異次元の館の殺人（芦辺拓）

海外編
1. その女アレックス（ピエール・ルメートル）
2. 秘密（ケイト・モートン）
3. 時限紙幣 ゴーストマン（ロジャー・ホッブズ）
4. ピルグリム 1-3（テリー・ヘイズ）
5. もう年はとれない（ダニエル・フリードマン）
6. ハリー・クバート事件（ジョエル・ディケール（英語版、ドイツ語版））
7. 逃げる幻（ヘレン・マクロイ）
8. 養鶏場の殺人 / 火口箱（ミネット・ウォルターズ）
9. 暗殺者の復讐（マーク・グリーニー）
10. 北京から来た男（ヘニング・マンケル）

### 2016年
2015年12月発行、作品：2014年11月 - 2015年10月
国内編
1. 王とサーカス（米澤穂信）
2. 戦場のコックたち（深緑野分）
3. 孤狼の血（柚月裕子）
4. さよならの手口（若竹七海）
5. 流（東山彰良）
6. ミステリー・アリーナ（深水黎一郎）
7. 片桐大三郎とXYZの悲劇（倉知淳）
8. 鍵の掛かった男（有栖川有栖）
9. 血の弔旗（藤田宜永）
10. オルゴーリェンヌ（北山猛邦）

海外編
1. スキン・コレクター（ジェフリー・ディーヴァー）
2. 悲しみのイレーヌ（ピエール・ルメートル）
3. ありふれた祈り（ウィリアム・K・クルーガー）
4. エンジェルメイカー（ニック・ハーカウェイ）
5. 声（アーナルデュル・インドリダソン）
6. もう過去はいらない（ダニエル・フリードマン）
悪魔の羽根（ミネット・ウォルターズ）
7. 弁護士の血（スティーヴ・キャヴァナー）
8. 彼女のいない飛行機（ミシェル・ビュッシ）
9. 髑髏の檻（ジャック・カーリイ）

### 2017年
2016年12月発行、作品：2015年11月 - 2016年10月
国内編
1. 涙香迷宮（竹本健治）
2. 静かな炎天（若竹七海）
3. 真実の10メートル手前（米澤穂信）
4. 半席（青山文平）
5. 許されようとは思いません（芦沢央）
6. リボルバー・リリー（長浦京）
7. 罪の声（塩田武士）
8. おやすみ人面瘡（白井智之）
9. 希望荘（宮部みゆき）
10. ジェリーフィッシュは凍らない（市川憂人）

海外編
1. 熊と踊れ（アンデシュ・ルースルンド、ステファン・トゥンベリ）
2. ザ・カルテル（ドン・ウィンズロウ）
3. ミスター・メルセデス（スティーヴン・キング）
4. 拾った女（チャールズ・ウィルフォード）
5. 宇宙探偵マグナス・リドルフ（ジャック・ヴァンス）
6. 傷だらけのカミーユ（ピエール・ルメートル）
7. 転落の街（マイクル・コナリー）
8. 暗殺者の反撃（マーク・グリーニー）
9. 過ぎ去りし世界（デニス・ルヘイン）
10. 煽動者（ジェフリー・ディーヴァー）

### 2018年
2017年12月発行、作品：2016年11月 - 2017年10月
国内編
1. 屍人荘の殺人（今村昌弘）
2. ホワイトラビット（伊坂幸太郎）
3. 機龍警察 狼眼殺手（月村了衛）
4. ミステリークロック（貴志祐介）
5. いくさの底（古処誠二）
6. 狩人の悪夢（有栖川有栖）
7. 遠縁の女（青山文平）
8. かがみの孤城（辻村深月）
9. 盤上の向日葵（柚月裕子）
10. 開化鐵道探偵（山本巧次）

海外編
1. フロスト始末（R・D・ウィングフィールド）
2. 13・67（陳浩基）
3. 東の果て、夜へ（ビル・ビバリー）
4. 湖畔荘（ケイト・モートン）
5. 黒い睡蓮（ミシェル・ビュッシ）
6. ジャック・グラス伝 宇宙的殺人者（アダム・ロバーツ）
7. 渇きと偽り（ジェイン・ハーパー）
8. その犬の歩むところ（ボストン・テラン）
9. ゴーストマン 消滅遊戯（ロジャー・ホッブズ）
10. シンパサイザー（ヴィエト・タン・ウェン）

### 2019年
2018年12月発行、作品：2017年11月 - 2018年10月
国内編
1. それまでの明日（原尞）
2. ベルリンは晴れているか（深緑野分）
3. 錆びた滑車（若竹七海）
4. 沈黙のパレード（東野圭吾）
5. 宝島（真藤順丈）
6. 碆霊の如き祀るもの（三津田信三）
7. 雪の階（奥泉光）
8. 東京輪舞（月村了衛）
9. 凍てつく太陽（葉真中顕）
10. 火のないところに煙は（芦沢央）
グラスバードは還らない（市川憂人）

海外編
1. カササギ殺人事件（アンソニー・ホロヴィッツ）
2. そしてミランダを殺す（ピーター・スワンソン）
3. IQ（ジョー・イデ）
4. 元年春之祭（陸秋槎）
5. ダ・フォース（ドン・ウィンズロウ）
6. あやかしの裏通り（ポール・アルテ）
7. 乗客ナンバー23の消失（セバスチャン・フィツェック）
8. 監禁面接（ピエール・ルメートル）
9. 数字を一つ思い浮かべろ（ジョン・ヴァードン）
蝶のいた庭（ドット・ハチソン）
インターンズ・ハンドブック（シェイン・クーン）

### 2020年
2019年12月発行、作品：2018年11月 - 2019年10月
国内編
1. medium 霊媒探偵城塚翡翠（相沢沙呼）
2. ノースライト（横山秀夫）
3. 魔眼の匣の殺人（今村昌弘）
4. 罪の轍（奥田英朗）
5. 刀と傘 明治京洛推理帖（伊吹亜門）
6. 紅蓮館の殺人（阿津川辰海）
7. 欺す衆生（月村了衛）
8. 昨日がなければ明日もない（宮部みゆき）
9. 本と鍵の季節（米澤穂信）
10. 潮首岬に郭公の鳴く（平石貴樹）

海外編
1. メインテーマは殺人（アンソニー・ホロヴィッツ）
2. 拳銃使いの娘（ジョーダン・ハーパー）
3. ザ・ボーダー（ドン・ウィンズロウ）
4. イヴリン嬢は七回殺される（スチュアート・タートン）
5. ディオゲネス変奏曲（陳浩基）
6. 11月に去りし者（ルー・バーニー）
7. 休日はコーヒーショップで謎解きを（ロバート・ロプレスティ）
8. 1793（ニクラス・ナット・オ・ダーグ）
9. 愛なんてセックスの書き間違い（ハーラン・エリスン）
10. 国語教師（ユーディト・W・タシュラー）

### 2021年
2020年12月発行　作品：2019年11月 - 2020年9月
国内編
1. たかが殺人じゃないか 昭和24年の推理小説（辻真先）
2. 透明人間は密室に潜む（阿津川辰海）
3. Another2001（綾辻行人）
法廷遊戯（五十嵐律人）
4. アンダードッグス（長浦京）
5. 楽園とは探偵の不在なり（斜線堂有紀）
6. 欺瞞の殺意（深木章子）
7. 名探偵のはらわた（白井智之）
8. 暗約領域（大沢在昌）
9. 不穏な眠り（若竹七海）

海外編
1. その裁きは死（アンソニー・ホロヴィッツ）
2. ザリガニの鳴くところ（ディーリア・オーエンズ）
3. 指差す標識の事例（イーアン・ペアーズ）
4. 死亡通知書 暗黒者（周浩暉）
5. パリのアパルトマン（ギョーム・ミュッソ）
6. 天使は黒い翼を持つ（エリオット・チェイズ）
7. 警部ヴィスティング カタリーナ・コード（ヨルン・リーエル・ホルスト）
8. 時計仕掛けの歪んだ罠（アルネ・ダール）
9. あの本は読まれているか（ラーラ・プレスコット）
10. 三分間の空隙（アンデシュ・ルースルンド）

### 2022年
2021年12月発行　作品：2020年10月 - 2021年9月
国内編
1. 黒牢城（米澤穂信）
2. テスカトリポカ（佐藤究）
3. 機龍警察 白骨街道（月村了衛）
4. 兇人邸の殺人（今村昌弘）
5. 蒼海館の殺人（阿津川辰海）
6. invert 城塚翡翠倒叙集（相沢沙呼）
7. 忌名の如き贄るもの（三津田信三）
8. 六人の嘘つきな大学生（浅倉秋成）
9. 硝子の塔の殺人（知念実希人）
10. 雷神（道尾秀介）

海外編
1. ヨルガオ殺人事件（アンソニー・ホロヴィッツ）
2. 自由研究には向かない殺人（ホリー・ジャクソン）
3. スリープウォーカー マンチェスター市警 エイダン・ウェイツ（ジョセフ・ノックス）
4. 父を撃った12の銃弾（ハンナ・ティンテ）
5. 台北プライベートアイ（紀蔚然）
6. オクトーバー・リスト（ジェフリー・ディーヴァー）
7. 彼と彼女の衝撃の瞬間（アリス・フィーニー）
8. 木曜殺人クラブ（リチャード・オスマン）
9. TOKYO REDUX 下山迷宮（デイヴィッド・ピース）
10. 第八の探偵（アレックス・パヴェージ）

### 2023年
2022年12月発行　作品：2021年10月 - 2022年9月
国内編
1. 爆弾（呉勝浩）
2. 名探偵のいけにえ 人民教会殺人事件（白井智之）
3. 捜査線上の夕映え（有栖川有栖）
4. 方舟（夕木春央）
5. プリンシパル（長浦京）
6. 爆発物処理班の遭遇したスピン（佐藤究）
7. 同志少女よ、敵を撃て（逢坂冬馬）
8. 大鞠家殺人事件（芦辺拓）
9. 地図と拳（小川哲）
リバー（奥田英朗）

海外編
1. われら闇より天を見る（クリス・ウィタカー）
2. 殺しへのライン（アンソニー・ホロヴィッツ）
3. ポピーのためにできること（ジャニス・ハレット）
4. 名探偵と海の悪魔（スチュアート・タートン）
5. 優等生は探偵に向かない（ホリー・ジャクソン）
6. 黒き荒野の果て（S・A・コスビー）
7. ロンドン・アイの謎（シヴォーン・ダウド）
8. 彼は彼女の顔が見えない（アリス・フィーニー）
9. スクイズ・プレー（ポール・ベンジャミン）
10. 魔王の島（ジェローム・ルブリ）

### 2024年
2023年12月発行　作品：2022年10月 - 2023年9月
国内編
1. 可燃物（米澤穂信）
2. 鵼の碑（京極夏彦）
3. あなたが誰かを殺した（東野圭吾）
4. エレファントヘッド（白井智之）
5. アリアドネの声（井上真偽）
6. 木挽町のあだ討ち（永井紗耶子）
7. 君のクイズ（小川哲）
8. 世界でいちばん透きとおった物語（杉井光）
9. 鈍色幻視行（恩田陸）
10. ちぎれた鎖と光の切れ端（荒木あかね）

海外編
1. 頬に哀しみを刻め（S・A・コスビー）
2. ナイフをひねれば（アンソニー・ホロヴィッツ）
3. 処刑台広場の女（マーティン・エドワーズ）
4. 愚者の街（ロス・トーマス）
5. トゥルー・クライム・ストーリー（ジョセフ・ノックス）
6. 卒業生には向かない真実（ホリー・ジャクソン）
7. 恐るべき太陽（ミシェル・ビュッシ）
8. 8つの完璧な殺人（ピーター・スワンソン）
9. ガラスの橋 ロバート・アーサー自選傑作集（ロバート・アーサー）
10. 真珠湾の冬（ジェイムズ・ケストレル）

### 2025年
2024年12月発行　作品：2023年10月 - 2024年9月
国内編
1. 地雷グリコ（青崎有吾）
2. 冬期限定ボンボンショコラ事件（米澤穂信）
3. 檜垣澤家の炎上（永嶋恵美）
4. 少女には向かない完全犯罪（方丈貴恵）
5. 伯爵と三つの棺（潮谷験）
6. 日本扇の謎（有栖川有栖）
7. 法廷占拠 爆弾2（呉勝浩）
8. バーニング・ダンサー（阿津川辰海）
9. ぼくは化け物きみは怪物（白井智之）
10. 六色の蛹（櫻田智也）

海外編
1. 両京十五日（馬伯庸）
2. ビリー・サマーズ（スティーヴン・キング）
3. 死はすぐそばに（アンソニー・ホロヴィッツ）
4. ボタニストの殺人（M・W・クレイヴン）
5. ウナギの罠（ヤーン・エクストレム）
6. エイレングラフ弁護士の事件簿（ローレンス・ブロック）
7. すべての罪は血を流（S・A・コスビー）
8. 魂に秩序を（マット・ラフ）
9. ぼくの家族はみんな誰かを殺してる（ベンジャミン・スティーヴンソン）
身代わりの女（シャロン・ボルトン）

## 10周年ベスト・オブ・ベスト
10周年を記念して行われたベスト投票。1997年版までの9年間のランキングでベスト20に入った作品が対象。アンケート結果は1997年12月刊行の『このミステリーがすごい! '98年版』で発表された。
国内編
1. 生ける屍の死（山口雅也 1989年版 8位）
2. 火車（宮部みゆき 1993年版 2位）
3. ダック・コール（稲見一良 1992年版 3位）
4. 私が殺した少女（原尞 1989年版 1位）
魍魎の匣（京極夏彦 1996年版 4位）
5. 影武者徳川家康（隆慶一郎 1989年版 9位）
6. 空飛ぶ馬（北村薫 1989年版 2位）
哲学者の密室（笠井潔 1993年版 3位）
7. 異邦の騎士（島田荘司 1988年版 5位）
新宿鮫（大沢在昌 1991年版 1位）

海外編
1. 薔薇の名前（ウンベルト・エーコ 1991年版 1位）
2. 羊たちの沈黙（トマス・ハリス 1989年版 1位）
3. 招かれざる客たちのビュッフェ（クリスチアナ・ブランド 1991年版 5位）
4. 少年時代（ロバート・R・マキャモン 1996年版 2位）
5. 夢果つる街（トレヴェニアン 1988年版 1位）
IT（スティーヴン・キング 1993年版 4位）
6. 女彫刻家（ミネット・ウォルターズ 1996年版 1位）
ホワイト・ジャズ（ジェイムズ・エルロイ 1997年版 2位）
7. ブラック・ダリア（ジェイムズ・エルロイ 1991年版 3位）
8. ブルー・ベル（アンドリュー・ヴァクス 1991年版 2位）
第二の銃声（アントニイ・バークリー 1996年版 5位）

## 20周年ベスト・オブ・ベスト
20周年を記念して行われたベスト投票。2008年版までの20年間のランキングでベスト20に入った作品が対象。アンケート結果は2008年2月刊行の『もっとすごい!! このミステリーがすごい!』で発表された。
国内編
1. 火車（宮部みゆき 1993年版 2位）
2. 生ける屍の死（山口雅也 1989年版 8位）
3. 魍魎の匣（京極夏彦 1996年版 4位）
私が殺した少女（原尞 1989年版 1位）
4. 新宿鮫（大沢在昌 1991年版 1位）
5. ダック・コール（稲見一良 1992年版 3位）
6. 空飛ぶ馬（北村薫 1989年版 2位）
7. 双頭の悪魔（有栖川有栖 1993年版 6位）
8. レディ・ジョーカー（髙村薫 1999年版 1位）
9. 白夜行（東野圭吾 2000年版 2位）
毒猿 新宿鮫II（大沢在昌 1992年版 2位）
10. 男たちは北へ（風間一輝 1989年版 6位）
11. エトロフ発緊急電（佐々木譲 1989年版 4位）
12. 不夜城（馳星周 1997年版 1位）
煙か土か食い物（舞城王太郎 2002年版 8位）
ガダラの豚（中島らも 1994年版 5位）
13. 絡新婦の理（京極夏彦 1998年版 4位）
時計館の殺人（綾辻行人 1992年版 11位）
14. 三月は深き紅の淵を（恩田陸 1998年版 9位）
模倣犯（宮部みゆき 2002年版 1位）

海外編
1. 薔薇の名前（ウンベルト・エーコ 1991年版 1位）
2. 羊たちの沈黙（トマス・ハリス 1989年版 1位）
3. ボーン・コレクター（ジェフリー・ディーヴァー 2000年版 2位）
4. 極大射程（スティーヴン・ハンター 2000年版 1位）
5. 第二の銃声（アントニイ・バークリー 1996年版 5位）
6. 招かれざる客たちのビュッフェ（クリスチアナ・ブランド 1991年版 5位）
7. 少年時代（ロバート・R・マキャモン 1996年版 2位）
8. 緋色の記憶（トマス・H・クック 1999年版 2位）
9. フリッカー、あるいは映画の魔（セオドア・ローザック 1999年版 1位）
骨と沈黙（レジナルド・ヒル 1993年版 1位）
10. クリスマスのフロスト（R・D・ウィングフィールド 1995年版 4位）
11. 11の物語（パトリシア・ハイスミス 1991年版 9位）
12. クリスマスに少女は還る（キャロル・オコンネル 2000年版 6位）
策謀と欲望（P・D・ジェイムズ 1992年版 1位）
13. 暗く聖なる夜（マイクル・コナリー 2006年版 2位）
シンプル・プラン（スコット・スミス 1995年版 1位）
ホワイト・ジャズ（ジェイムズ・エルロイ 1997年版 2位）
14. 夢果つる街（トレヴェニアン 1988年版 1位）
15. 女彫刻家（ミネット・ウォルターズ 1996年版 1位）
16. 誓約（ネルソン・デミル 1989年版 6位）

## キング・オブ・キングス
30周年を記念して行われたベスト投票。2018年版までの30年間のランキングで1位を獲得した作品が対象。アンケート結果は2018年12月刊行の『このミステリーがすごい! 2019年版』で発表された。
国内編
1. 生ける屍の死（山口雅也 10周年ベスト・オブ・ベスト 1位）
2. 64（ロクヨン）（横山秀夫 2013年版 1位
3. 容疑者Xの献身（東野圭吾 2006年版 1位
4. 火車（宮部みゆき 20周年ベスト・オブ・ベスト 1位）
5. 新宿鮫（大沢在昌 1991年版 1位）
6. 私が殺した少女（原尞 1989年版 1位）
7. 葉桜の季節に君を想うということ（歌野晶午 2004年版 1位）
8. ゴールデンスランバー（伊坂幸太郎 2009年版 1位）
9. 奇術探偵曾我佳城全集（泡坂妻夫 2001年版 1位）
10. 独白するユニバーサル横メルカトル（平山夢明 2007年版 1位）

海外編
1. 薔薇の名前（ウンベルト・エーコ 1991年版 1位）
2. 犬の力（ドン・ウィンズロウ 2010年版 1位）
3. 羊たちの沈黙（トマス・ハリス 1989年版 1位）
4. フロスト日和（R・D・ウィングフィールド 1998年版 1位）
5. ポップ1280（ジム・トンプスン 2001年版 1位）
6. シンプル・プラン（スコット・スミス 1995年版 1位）
クライム・マシン（ジャック・リッチー 2006年版 1位）
ウォッチメイカー（ジェフリー・ディーヴァー 2008年版 1位）
フリッカー、あるいは映画の魔（セオドア・ローザック 1999年版 1位）
7. 極大射程（スティーヴン・ハンター 2000年版 1位）